# It's in Our Hands
It's in Our Hands is een single van de IJslandse zangeres Björk afkomstig van het album Greatest Hits.

## Videoclip
In de videoclip van It's in Our Hands loopt Björk door een bos waar allerlei vreemde dieren rondkruipen. De clip is in zwart-wit. Hij is geregisseerd door Spike Jonze.

## Uitgaven
De single verscheen als cd-single en als dvd-single. De dvd bevat de videoclip.
- Cd-single

1. It's in Our Hands
2. It's in Our Hands (Soft Pink Truth Mix)
3. It's in Our Hands (Arcade Mix)

- Dvd-single

1. It's in Our Hands (video)
2. Harm of Will (live)
3. Undo (live)